# Timema petita
Timema petita is een insect uit de orde Phasmatodea en de familie Timematidae. De wetenschappelijke naam van deze soort is voor het eerst geldig gepubliceerd in 2001 door Vickery & Sandoval.